# Safykyurd
Safykyurd (ryska: Сафыкюрд, azerbajdzjanska: Səfikürd) är en ort i Azerbajdzjan.   Den ligger i distriktet Goranboj, i den centrala delen av landet, 260 km väster om huvudstaden Baku. Safykyurd ligger 263 meter över havet och antalet invånare är 3 998.
Terrängen runt Safykyurd är platt åt nordost, men åt sydväst är den kuperad. Närmaste större samhälle är Goranboy, 7,5 km norr om Safykyurd.
Omgivningarna runt Safykyurd är i huvudsak ett öppet busklandskap. Runt Safykyurd är det ganska tätbefolkat, med 149 invånare per kvadratkilometer.